# 593 Titania
593 Titania
593 Titania là một tiểu hành tinh ở vành đai chính. Nó được August Kopff phát hiện ngày 20.3.1906 ở Heidelberg và được đặt theo tên Titania, hoàng hậu yêu tinh trong vở kịch A Midsummer Night's Dream của William Shakespeare (tên được gợi ý từ 2 chữ TT trong tên tạm thời của nó: Titania)